# آثار (گوینوجک)
آثار (به ترکی استانبولی: Asar) یک منطقهٔ مسکونی در ترکیه است که در گوینوجک واقع شده‌است.